# Kruskal-Lösung
Die Kruskal-Lösung (nach Martin Kruskal) ist die eindeutige, maximale analytische Erweiterung der Schwarzschild-Lösung der Feldgleichungen der Allgemeinen Relativitätstheorie Albert Einsteins.
Maximal bedeutet hier, dass jede von einem (beliebigen) Punkt ausgehende Geodäte
- entweder in beide Richtungen zu unendlichen Werten des affinen Geodätenparameters ausgedehnt werden kann
- oder in einer intrinsischen Singularität endet.

Gilt für alle Geodäten der erste Fall, so heißt die Mannigfaltigkeit geodätisch vollständig, wie es die Minkowski-Metrik trivial erfüllt.
Da die Kruskal-Lösung intrinsische Singularitäten hat, ist sie maximal, aber nicht vollständig.
Man erhält die Kruskal-Lösung, indem man sowohl die einlaufenden (retardierte Eddington-Finkelstein-Koordinaten) als auch die auslaufenden (avancierte Eddington-Finkelstein-Koordinaten) in Geraden transformiert. Eine topologische Interpretation erhält die Kruskal-Lösung durch die Einstein-Rosen-Brücke – auch Wurmloch genannt.
Für eine explizite Koordinatendarstellung siehe Kruskal-Szekeres-Koordinaten.